# Den döda staden
Den döda staden (tyska: Die tote Stadt) är en opera i tre akter med musik av Erich Wolfgang Korngold. Librettot skrevs av Paul Schott (en gemensam pseudonym för Korngold och hans far Julius Korngold) efter Georges Rodenbachs roman Brygge-den-döda (1892).

## Historia

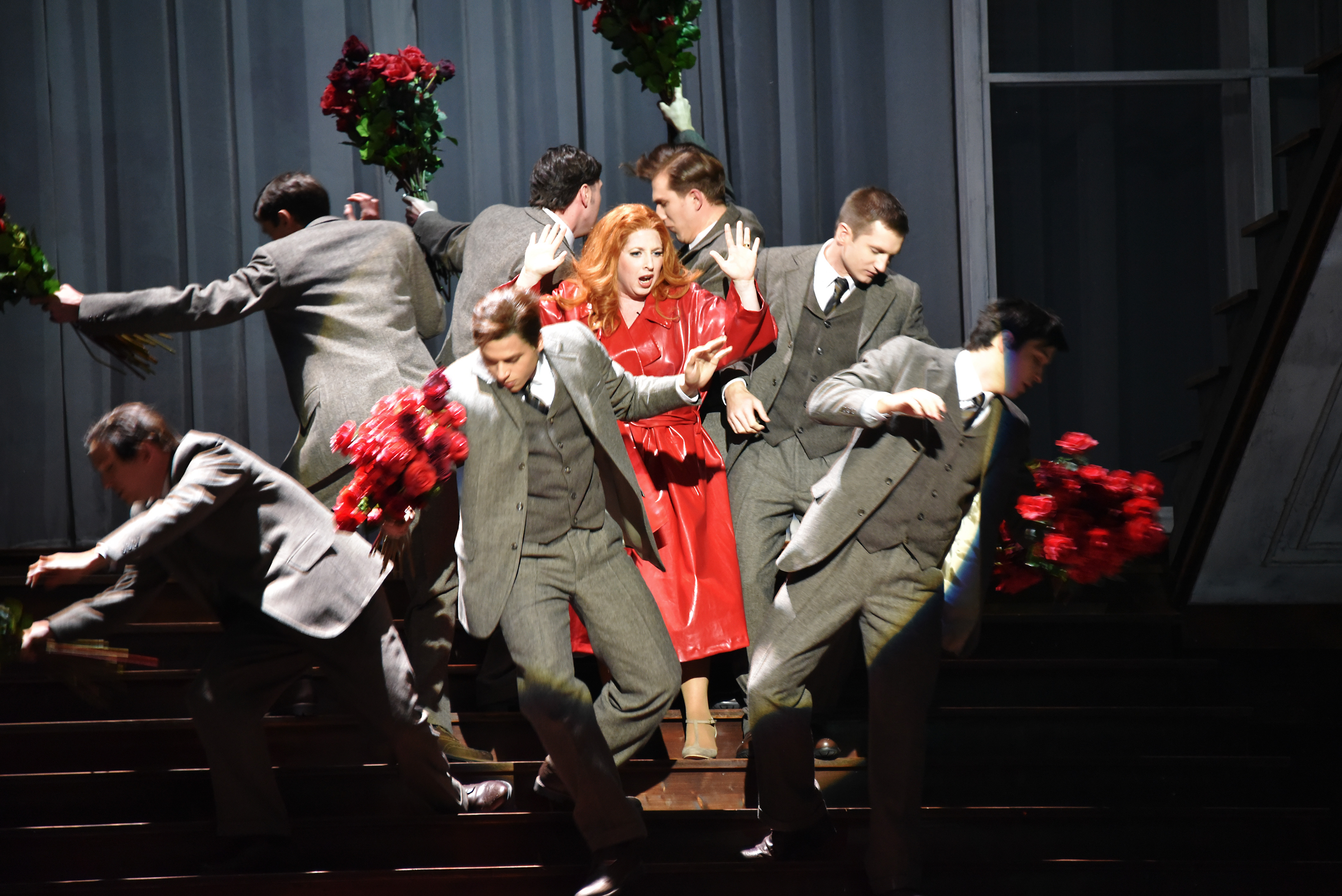
En uppsättning av Die tote Stadt från operahuset i Graz 2015.

Korngold hade redan som 19-åring väckt uppseende med de båda enaktarna Der Ring des Polykrates och Violanta, och började därför genast se sig om efter andra lämpliga operaintriger. Rodenbachs roman Bruges la Morte hade redan omarbetats till en pjäs av författaren. Pjäsen översattes till tyska av Siegfried Trebitsch med titeln Die stille Stadt (Den tysta staden), vilken han senare ändrade till Das Trugbild (Synvillan). Trebitsch var bekant med Korngolds fader Julius. De två möttes på gatan en dag och började samtala om ett möjligt operasamarbete. Trebitsch mötte senare Erich, som var entusiastisk inför projektet. Trebitsch mindes "[Jag] mötte det unge geniet Erich Wolfgang Korngold som var på jakt efter ett scenario, eller ännu bättre, en känsla eller operamässig bakgrund som dramatiskt sett kunde utvecklas. Jag uppmuntrade honom att ta sig an Das Trugbild." Julius kommenterade projektets utveckling:
Så snart som Erich hade läst pjäsen skissade han ett scenario för en enaktare, men Hans Müller övertalade honom att överge enaktsoperor och han skrev de tre första akterna på prosa. Hur som helst, hans arbete med två av hans egna pjäser fjärmade honom ytterligare från verket, och då hans prosa ändå var mångordig och osångbar befriade vi gladeligen honom från arbetet.
Fader och son bestämde sig för att själva omarbeta pjäsen och skrev tillsammans librettot under pseudonymen Paul Schott. Julius tog beslutet att ändra handlingen så att mordet sker i en dröm, snarare än i verkligheten, såsom i originalet. Korngold började komponera musiken 1916. Han övergav det ett år för att göra militärtjänsten. Före premiären hörde Puccini Korngold spela igenom hela operan på piano och betecknade den unge kompositören som den tyska operans främsta löfte.

## Premiär

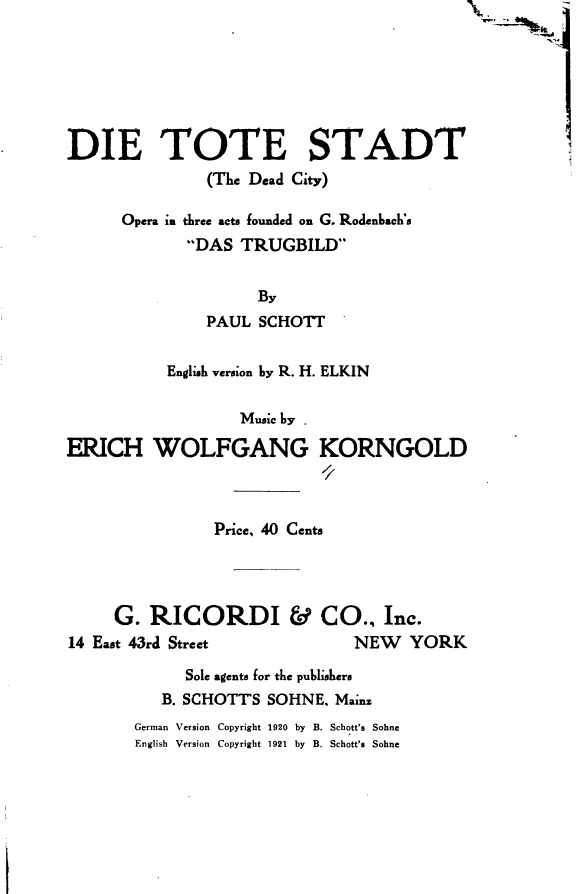
Titelsida till librettot, 1921

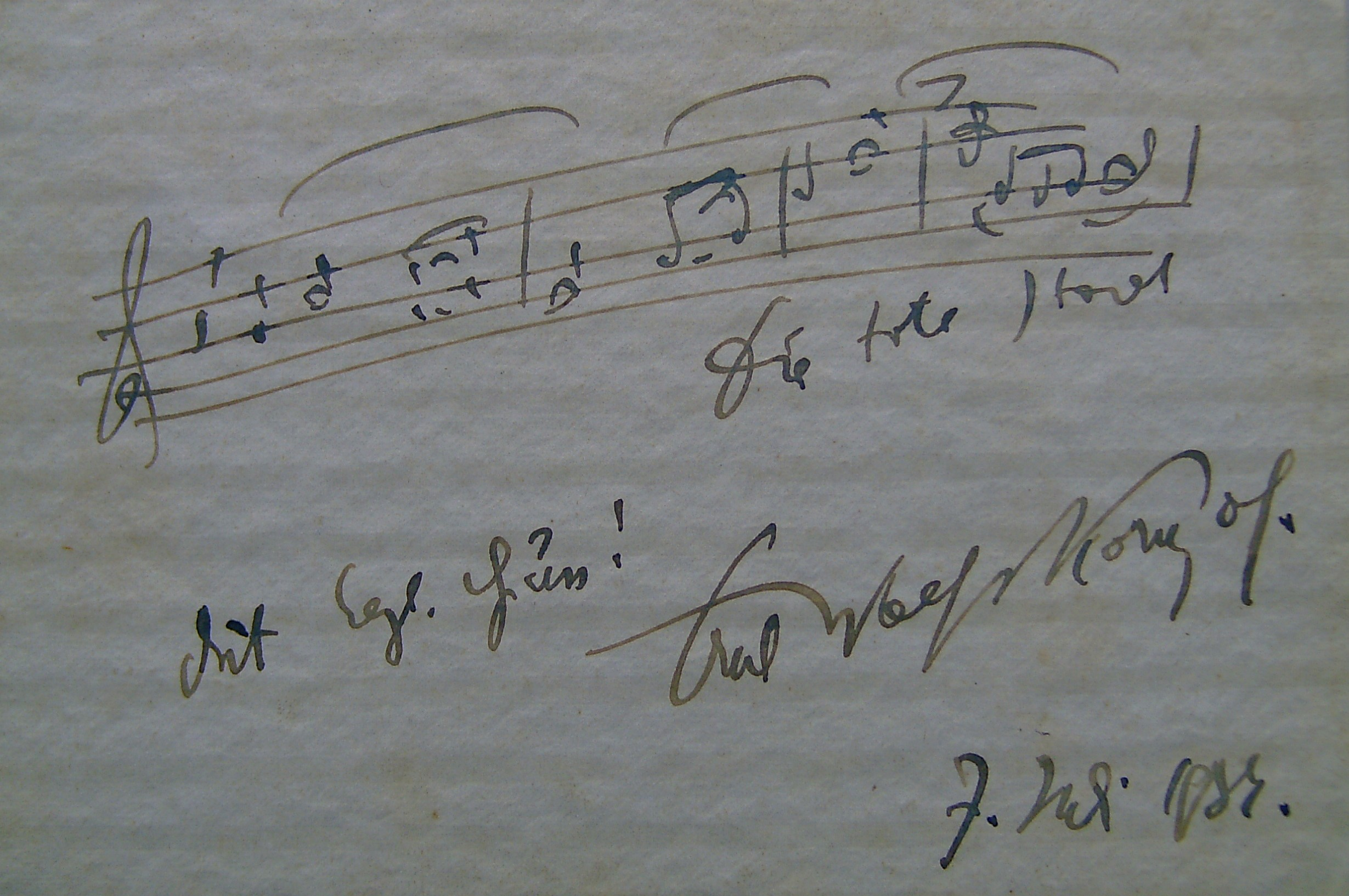
Opera notskrift med dedikation

När Die tote Stadt hade premiär den 4 december 1920 var Korngold endast 23 år gammal med två korta enaktare bakom sig: Der Ring des Polykrates och Violanta. Efter succéerna med dessa operor uppstod en konkurrens mellan tyska operascener att få premiären. Resultatet blev en ovanlig dubbelpremiär där operan samtidigt hade premiär i både Hamburg och Köln den 4 december 1920. På Opernhaus i Köln dirigerade Otto Klemperer och hans fru Johanna Geisler sjöng rollen som Marietta. På Stadttheater i Hamburg dirigerade Egon Pollak och Korngold själv bevistade denna premiär. Operans tema med att överkomma förlusten av en älskad slog an en klang hos publiken på 1920-talet, som just hade genomlidit traumat och sorgen från det första världskriget, och detta påskyndade verkets popularitet.
Die tote Stadt var en av 1920-talets största succéer. Inom två år hade den nått världsrykte, inklusive flera föreställningar på Metropolitan Opera i New York. Premiären i Berlin skedde den 12 april 1924 med Lotte Lehmann som Marietta/Marie och Richard Tauber som Paul, dirigerad av George Szell.
Men operan förbjöds av nazistregimen på grund av Korngolds judiska bakgrund och efter andra världskriget föll den i glömska. De mest betydande nypremiärerna efter kriget skedde på Wiener Volksoper (1967) och på New York City Opera (1975). På senare år har operan emellertid åter spelats frekvent, däribland på Theater Bonn, Royal Opera House, San Francisco Opera och på Wiener Staatsoper.
Den franska premiären ägde rum i ett konsertant framträdande 1983 på Théâtre des Champs-Élysées i Paris. Den första franska iscensättningen gick av stapeln i april 2001 i Strasbourg under ledning av Jan Latham-Koenig och med Torsten Kerl (Paul) och Angela Denoke (Marietta).
Operan fick sin engelska premiär den 14 januari 1996 i ett konsertant framförande av Kensington Symphony Orchestra dirigerad av Russell Keable i Queen Elizabeth Hall, med Ian Caley (Paul) och Christine Teare (Marie/Marietta). Den första iscensatta föreställningen i Storbritannien skedde den 27 januari 2009 på Royal Opera House, Covent Garden.
Den första grammofoninspelningen av Die tote Stadt ägde rum 1975, 55 år efter uruppförandet, under ledning av Erich Leinsdorf och med Carol Neblett som Marietta och René Kollo som Paul.
Svensk premiär på Ystadoperan 13 juli 1987. Sedan dess har operan satts upp två gånger till i Sverige. 1996 på Kungliga Operan i Stockholm och 2016 på Wermland Opera i Karlstad.

## Personer

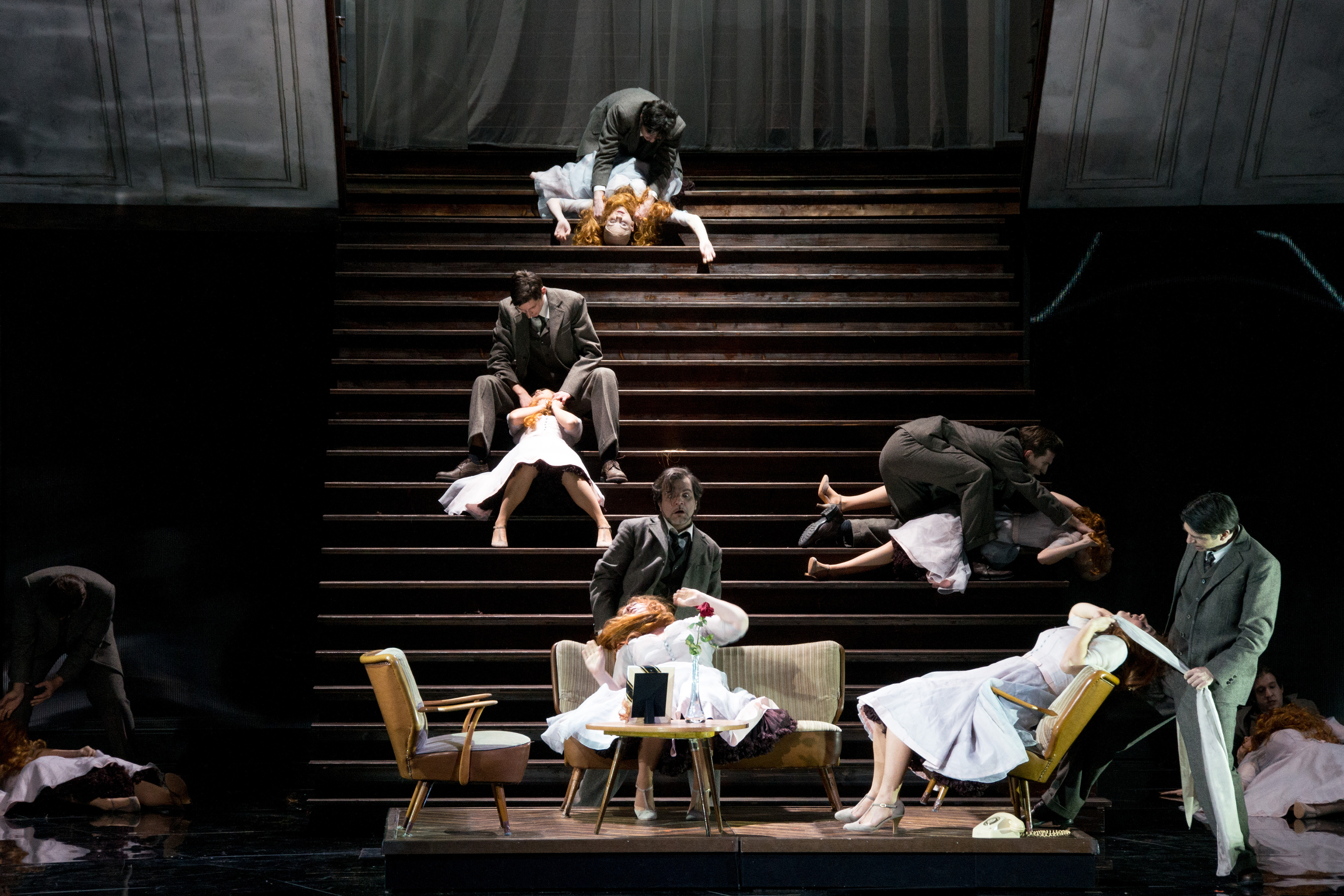
Die tote Stadt, Graz Opera 2015

| Roller                                                                 | Stämma      | Premiärbesättning i Hamburg, 4 december 1920, (Dirigent: Egon Pollak) | Premiärbesättning i Köln, 4 december 1920, (Dirigent: Otto Klemperer) |
| ---------------------------------------------------------------------- | ----------- | --------------------------------------------------------------------- | --------------------------------------------------------------------- |
| Paul/Gaston/Victorin/Albert                                            | tenor       | Richard Schubert                                                      | Karl Schröder                                                         |
| Marie/Marietta, dansös, även uppenbarelsen av Marie, Pauls döda hustru | sopran      | Annie Münchow                                                         | Joanna Klemperer                                                      |
| Juliette, dansös                                                       | sopran      | Maria Jeritza                                                         | Joanna Klemperer                                                      |
| Brigitta/Lucienne, dansös                                              | mezzosopran | Maria Olszewska                                                       | Katherina Rohr                                                        |
| Frank-Fritz                                                            | baryton     | Josef Degler                                                          | Karl Renner                                                           |
| Kör: festdeltagare                                                     |             |                                                                       |                                                                       |

## Handling

### Akt 1
Paul har i ett rum inrättat ett "minnestempel" över sin avlidna, innerligt älskade hustru Marie. Han har försakat all livsglädje och lever i "den döda staden" Brygge, en sinnebild av det förgångna. En dag träder dansösen Marietta in i hans liv. Hon är medlem i ett turnésällskap som spelar Meyerbeers opera Robert le Diable. Marietta påminner till det yttre om den avlidna Marie. Paul släpper in Marietta i sitt hem. Hon försöker förföra honom med en sång ("Mariettas visa") och en oanständig dans, men tvingas snart inse att han förblir fixerad vid sin döda hustru. Marietta skyndar därifrån till repetitionerna. I sin fantasi hör den upprörde Paul Maries kärleksförklaringar, men hon antar genast skepnaden av den dansande Marietta. Han överrumplas av en vision.

### Akt 2
En natt bevittnar Paul hur Marietta kommer hem från operaföreställningen omgiven av sina tillbedjare och uppsluppet parodierar nunnescenen ur Meyerbeers opera. Paul avbryter bryskt leken. Marietta tar avsked av sina vänner och vänder sig till Paul, för att med sina förförelsekonster försöka bannlysa den dödas skugga.

### Akt 3
Efter en natt tillsammans tror Marietta att hon har botat Paul från hans fixering. Då drar en kyrklig procession förbi huset och därigenom sugs Paul åter in i den dödas band. Bestört tar Marietta Maries heliga hårfläta från "templet", lägger den runt halsen och börjar en orgiastisk dans. Paul stryper henne, men då bryts plötsligt visionen. Han inser att alltsammans har varit en dröm och att det bara har förflutit några få minuter. Då återvänder Marietta plötsligt för att hämta sitt kvarglömda paraply. Paul känner sig fri från sin fixering vid den döda hustrun och förklarar för vännen Frank att han tänker börja ett nytt liv och lämna "den döda staden".

## Diskografi (urval)
- Die tote Stadt. Neblett, Kollo, Prey, Luxon. Chor und Symphonieorchester des Bayerischen Rundfunks. Leinsdorf, dirigent. RCA 8869746602. 2 cd.[2]